# هروه بوچاد
هروه بوچاد (انگلیسی: Hervé Bochud؛ زادهٔ ۱۵ نوامبر ۱۹۸۰) بازیکن فوتبال اهل سوئیس است.
از باشگاه‌هایی که در آن بازی کرده‌است می‌توان به باشگاه فوتبال کارل زایس ینا و باشگاه ورزشی یانگ بویز برن اشاره کرد.